# Sérgio da Costa Franco
Sérgio da Costa Franco (Yaguarón, 12 de junio de 1928 - Porto Alegre, 13 de octubre de 2022) fue un historiador, abogado y periodista brasileño. Fue uno de los mayores investigadores de la historia de Río Grande del Sur y de su capital Porto Alegre.